# IC 2003
IC 2003 је планетарна маглина у сазвјежђу Персеј која се налази на листи објеката дубоког неба у Индекс каталогу.
Деклинација објекта је + 33° 52' 32" а ректасцензија 3h 56m 22,0s. Привидна величина (магнитуда) објекта IC 2003 износи 11,4 а фотографска магнитуда 12,6. IC 2003 је још познат и под ознакама PK 161-14.1, CS=15.3.